# Mémorial Cimurri
Le Mémorial Cimurri est une course cycliste italienne disputée à Reggio d'Émilie, en Émilie-Romagne. Créé en 2005, il fait partie de l'UCI Europe Tour depuis sa création, en catégorie 1.1. L'édition 2010 est annulée et la place vacante laissée dans le calendrier est alors remplacée par le Grand Prix de la ville de Modène.

## Palmarès
| Année | Vainqueur         | Deuxième          | Troisième            |
| ----- | ----------------- | ----------------- | -------------------- |
| 2005  | Murilo Fischer    | Paride Grillo     | Manuele Mori         |
| 2006  | Enrico Gasparotto | Matteo Carrara    | Alexander Khatuntsev |
| 2007  | Non attribué.     | Luca Mazzanti     | Manuele Mori         |
| 2008  | Mikhaylo Khalilov | Giovanni Visconti | Danilo Di Luca       |
| 2009  | Filippo Pozzato   | Luca Paolini      | Daniele Colli        |